# Châtelneuf (Jura)
Châtelneuf é uma comuna francesa na região administrativa de Borgonha-Franco-Condado, no departamento de Jura. Estende-se por uma área de 13 km². Em 2010 a comuna tinha 142 habitantes (densidade: 10,9 hab./km²).